# Pacific Four Series 2022
El Pacific Four Series de 2022 fue la segunda edición del torneo femenino de rugby de selecciones absolutas.
Fue la segunda edición del nuevo torneo femenino, que en su primera edición solo contó con la participación de dos de sus integrantes, integrándose en 2022  las dos restantes (Australia y Nueva Zelanda).

## Equipos participantes
- Selección femenina de rugby de Australia
- Selección femenina de rugby de Canadá
- Selección femenina de rugby de Estados Unidos
- Selección femenina de rugby de Nueva Zelanda

## Tabla de posiciones
| Pos. | Equipo         | Encuentros | Encuentros | Encuentros | Encuentros | Tantos  | Tantos    | Tantos     | Puntos |
| Pos. | Equipo         | jugados    | ganados    | empatados  | perdidos   | a favor | en contra | diferencia | Puntos |
| ---- | -------------- | ---------- | ---------- | ---------- | ---------- | ------- | --------- | ---------- | ------ |
| 1    | Nueva Zelanda  | 3          | 3          | 0          | 0          | 101     | 16        | +85        | 15     |
| 2    | Canadá         | 3          | 2          | 0          | 1          | 58      | 33        | +15        | 9      |
| 3    | Estados Unidos | 3          | 1          | 0          | 2          | 27      | 100       | -73        | 4      |
| 4    | Australia      | 3          | 0          | 0          | 3          | 34      | 61        | -27        | 1      |

### Desarrollo
| 6 de junio | Canadá | 36 - 5  | Estados Unidos |  |  |
|            |        | Reporte |                |  |  |

| 6 de junio | Nueva Zelanda | 23 - 10 | Australia |  |  |
|            |               | Reporte |           |  |  |

| 12 de junio | Estados Unidos | 16 - 14 | Australia |  |  |
|             |                | Reporte |           |  |  |

| 12 de junio | Canadá | 0 - 28  | Nueva Zelanda |  |  |
|             |        | Reporte |               |  |  |

| 18 de junio | Australia | 10 - 22 | Canadá |  |  |
|             |           | Reporte |        |  |  |

| 18 de junio | Nueva Zelanda | 50 - 6  | Estados Unidos |  |  |
|             |               | Reporte |                |  |  |

| Bandera de Nueva Zelanda |
| Campeón Nueva Zelanda    |
| Primer título            |